# BRAND NEW MORNING/ジェラシー ジェラシー
「BRAND NEW MORNING/ジェラシー ジェラシー」（ブランド・ニュー・モーニング/ジェラシー ジェラシー）は、2017年3月8日にアップフロントワークス（zetimaレーベル）から発売されたモーニング娘。の63枚目のシングル。「モーニング娘。'17」（モーニングむすめワンセブン）名義でのリリースとなっている
。

## 構成
13期メンバーである加賀楓、横山玲奈初参加シングル。また、両面ともに13期メンバーの2人がセンターポジションを務めている。
腰椎椎間板ヘルニアの療養により活動を休止している佐藤優樹はレコーディング不参加。なお「モーニングみそ汁」及び「Get you!」は休止前に収録しているので参加している。
BRAND NEW MORNING
ソロパートが譜久村聖、生田衣梨奈、工藤遥、小田さくら、加賀楓、横山玲奈に与えられている。また生田は楽曲においてソロパートが増えたことに喜んでいた。
ジェラシージェラシー
メインボーカルは譜久村聖、小田さくら、野中美希であり、曲中のラップパートを、石田亜佑美、工藤遥、小田さくら、野中美希の4人が担当している。
後に発売されたアルバム『⑮ Thank you, too』にはアルバムバージョンで収録され、本作に不参加となった佐藤、および本作発売後に加入した14期メンバーの森戸知沙希もレコーディングに参加している。
モーニングみそ汁
「モーニングみそ汁」は、モーニング娘。のメジャーデビュー曲「モーニングコーヒー」のリメイク。マルコメCMソング。
Get you!
「Get you!」は、サシニング娘。（モーニング娘。'17とHKT48の指原莉乃のコラボユニット）によるデビュー曲。この曲の別バージョンはAKB48の8thアルバム『サムネイル』（2017年1月25日発売）に収録された。

## リリース
初回生産限定盤A・B・SP・通常盤A・Bの5形態で発売され、このうち初回生産限定盤A・B・SPにはDVDが付属する。全ての初回生産限定盤にはイベント抽選シリアルナンバーカードが封入される。初回仕様の全ての通常盤にはトレーディングカード（通常盤A：「BRAND NEW MORNING」衣裳のソロ12種+集合1種よりランダムにて1枚、通常盤B：「ジェラシー ジェラシー」衣裳のソロ12種+集合1種よりランダムにて1枚）が封入されている。

## 収録曲

### 初回生産限定盤A・B・通常盤A・B
| #  | タイトル                                | 作詞                             | 作曲                         | 編曲            | 時間 |
| -- | --------------------------------------- | -------------------------------- | ---------------------------- | --------------- | ---- |
| 1. | 「BRAND NEW MORNING」                   | 星部ショウ                       | Jean Luc Ponpon & 星部ショウ | Jean Luc Ponpon | 4:18 |
| 2. | 「ジェラシー ジェラシー」               | つんく / Rapアレンジ：U.M.E.D.Y. | つんく                       | 大久保薫        | 4:34 |
| 3. | 「BRAND NEW MORNING」(Instrumental)     |                                  |                              |                 | 4:18 |
| 4. | 「ジェラシー ジェラシー」(Instrumental) |                                  |                              |                 | 4:34 |

| #  | タイトル                           | 作詞 | 作曲・編曲 |
| -- | ---------------------------------- | ---- | ---------- |
| 1. | 「BRAND NEW MORNING」(Music Video) |      |            |

| #  | タイトル                               | 作詞 | 作曲・編曲 |
| -- | -------------------------------------- | ---- | ---------- |
| 1. | 「ジェラシー ジェラシー」(Music Video) |      |            |

### 初回生産限定盤SP
| #  | タイトル                                                      | 作詞   | 作曲     | 編曲       | 時間 |
| -- | ------------------------------------------------------------- | ------ | -------- | ---------- | ---- |
| 1. | 「BRAND NEW MORNING」                                         |        |          |            | 4:18 |
| 2. | 「ジェラシー ジェラシー」                                     |        |          |            | 4:34 |
| 3. | 「モーニングみそ汁」                                          | つんく | つんく   | 平田祥一郎 | 4:30 |
| 4. | 「Get you！」(歌：サシニング娘。(モーニング娘。'17&指原莉乃)) | 秋元康 | 板垣祐介 | 板垣祐介   | 3:43 |
| 5. | 「BRAND NEW MORNING」(Instrumental)                           |        |          |            | 4:18 |
| 6. | 「ジェラシー ジェラシー」(Instrumental)                       |        |          |            | 4:34 |

| #  | タイトル                                   | 作詞 | 作曲・編曲 |
| -- | ------------------------------------------ | ---- | ---------- |
| 1. | 「モーニングみそ汁」(Music Video)          |      |            |
| 2. | 「BRAND NEW MORNING」(Dance Shot ver.)     |      |            |
| 3. | 「ジェラシー ジェラシー」(Dance Shot ver.) |      |            |

## リリース日一覧
| 地域 | リリース日   | レーベル | 規格                                              | カタログ番号                      |
| ---- | ------------ | -------- | ------------------------------------------------- | --------------------------------- |
| 日本 | 2017年3月8日 | zetima   | CDマキシシングル+DVD                              | EPCE-7306〜07（初回生産限定盤A）  |
| 日本 | 2017年3月8日 | zetima   | CDマキシシングル+DVD                              | EPCE-7308〜09（初回生産限定盤B）  |
| 日本 | 2017年3月8日 | zetima   | CDマキシシングル+DVD                              | EPCE-7310〜11（初回生産限定盤SP） |
| 日本 | 2017年3月8日 | zetima   | CDマキシシングル                                  | EPCE-7312（通常盤A）              |
| 日本 | 2017年3月8日 | zetima   | CDマキシシングル                                  | EPCE-7313（通常盤B）              |
| 日本 | 2017年3月8日 | zetima   | ダウンロードシングル （LC-AAC）                   |                                   |
| 日本 | 2017年3月8日 | zetima   | ハイレゾダウンロードシングル （FLAC 96kHz/24bit） |                                   |

## 参加メンバー
- 9期：譜久村聖、生田衣梨奈
- 10期：飯窪春菜、石田亜佑美、佐藤優樹、工藤遥
- 11期：小田さくら
- 12期：尾形春水、野中美希、牧野真莉愛、羽賀朱音
- 13期：加賀楓、横山玲奈

## 参加ミュージシャン
BRAND NEW MORNING
- Programming：Jean Luc Ponpon（角田崇徳らが参加している音楽グループ）
- Chorus：M!ho、モーニング娘。'17、AYC

ジェラシー ジェラシー
- Sound Produce：つんく♂
- Keyboards & Programming：大久保薫
- Guitar：鈴木俊介
- Chorus：小田さくら
- Rap：U.M.E.D.Y.

モーニングみそ汁
- Sound Produce：つんく♂
- Programming：平田祥一郎
- Guitar：土肥真生
- Chorus：モーニング娘。'17